# Exyston
Exyston är ett släkte av steklar som beskrevs av Jørgen Matthias Christian Schiødte 1839. Exyston ingår i familjen brokparasitsteklar.

## Dottertaxa tillExyston, i alfabetisk ordning[1][2]
- Exyston aculeolatus
- Exyston albicinctus
- Exyston ater
- Exyston austelli
- Exyston boreotis
- Exyston bursosus
- Exyston calcaratus
- Exyston californicus
- Exyston chamaeleon
- Exyston chinensis
- Exyston clavatus
- Exyston clementi
- Exyston excelsus
- Exyston flavens
- Exyston genalis
- Exyston hadros
- Exyston humeralis
- Exyston illinois
- Exyston lophotos
- Exyston maculosus
- Exyston marginatus
- Exyston montanus
- Exyston politus
- Exyston pratorum
- Exyston reniformis
- Exyston salebroon
- Exyston sibiricus
- Exyston speciosus
- Exyston spinulosus
- Exyston sponsorius
- Exyston subnitidus
- Exyston variatus
- Exyston venustus